# Линаклотид
Линаклотид (в других странах:  Constella (Констелла) — лекарственный препарат для лечения запоров. Одобрен для применения: США (2012).

## Механизм действия
Агонист гуанилатциклазы-C (GC-C).

## Показания
- Хронические идиопатические запоры
- Синдром раздражённого кишечника с запорами у взрослых[4].

## Противопоказания
- противопоказан для детей младше 6 лет
- избегать применения у пациентов от 6 до 18  лет
- обструкция кишечника

## Способ применения
1 раз в день.